# Beklimmingen in de Ronde van Frankrijk

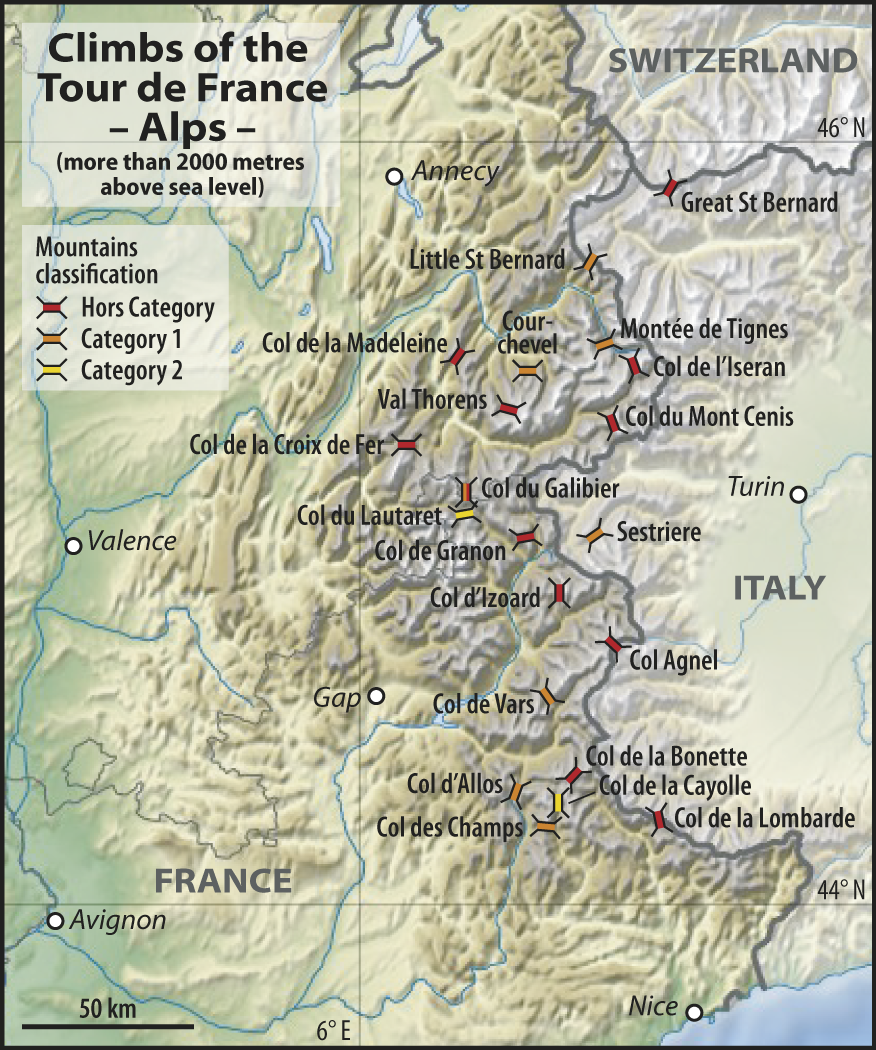
Overzicht van de belangrijkste beklimmingen in de Westelijke Alpen

Bergetappes in de Ronde van Frankrijk zijn vaak doorslaggevend voor het eindklassement. De meeste en zwaarste bergetappes worden over het algemeen verreden in de Alpen en de Pyreneeën, en gaan meestal over meerdere beklimmingen per etappe in de verschillende categorieën. Ook in bijvoorbeeld de Vogezen worden weleens bergetappes gereden, maar deze zijn vaak minder zwaar dan de Alpen- en Pyreneeënritten. Slechts zelden wijkt het peloton uit naar het buitenland, bijvoorbeeld naar Andorra, Italië, Spanje of Zwitserland. 
De eerste berg die in de Ronde van Frankrijk werd beklommen was de Col de la République in 1903. De Col du Galibier en Col du Tourmalet werden het vaakst beklommen, net als onder andere de Alpe d'Huez, Col du Télégraphe, Col des Aravis en de Col d'Izoard. De hoogste berg die werd beklommen waren de Col de la Bonette (2802 m) (voor het laatst beklommen in de zestiende etappe van 2008) en de Col de l'Iseran (2770 m) (voor het laatst beklommen in de negentiende etappe van 2019). 

## Ronde van Frankrijk – bekende bergen

### Alpen
| Berg                                  | Categorie | Hoogte (m) | Laatst beklommen | Info |
| ------------------------------------- | --------- | ---------- | ---------------- | --- |
| Alpe d'Huez                           | HC        | 1860       | 2022             | In 1952 voor het eerst beklommen, in een door Fausto Coppi gewonnen etappe. Voor veel wielerliefhebbers en amateurs spreekt deze berg tot de verbeelding. Tussen 1976 en 1989 won achtmaal een Nederlander op de top. Sinds 2006 vindt er het jaarlijkse evenement Alpe d’HuZes plaats waar geld wordt opgehaald voor het KWF |
| Col Agnel                             | HC        | 2744       | 2011             | |
| Col de la Loze                        | HC        | 2302       | 2025             | Voor het eerst opgenomen in de Tour van 2020 en was dat jaar ook het dak van de Tour. |
| Col de la Bonette                     | HC        | 2802       | 2024             | Dit is de hoogste doorkomst die ooit is opgenomen in de Ronde van Frankrijk. |
| Col de la Croix-de-Fer                | HC        | 2068       | 2022             | |
| Col du Galibier                       | HC        | 2645       | 2022             | De top reikt 2645 meter hoog en was al vaak het dak van de Tour. Theo Middelkamp kwam er in 1936 met de besten boven en boekte in Grenoble de eerste Nederlandse Touroverwinning. Reeds twaalfmaal passeerde een Belg als eerste de col. Werd in 2011 en 2022 op twee opeenvolgende dagen beklommen.                          |
| Col d'Izoard                          | HC        | 2361       | 2019             | Fausto Coppi excelleerde op deze berg, die voor het eerst in 1922 beklommen werd. |
| Col de Joux Plane                     | HC        | 1691       | 2023             | |
| Col de la Madeleine                   | HC        | 1993       | 2025             | |
| Col de la Colombière                  | HC        | 1613       | 2021             | |
| Mont Ventoux                          | HC        | 1912       | 2025             | Op 'de kale berg' liet Tom Simpson in 1967 het leven. De Mont Ventoux is sinds 1951 al 18 keer beklommen. |
| Col Bayard                            | 2e        | 1247       | 2024             | |
| Chamrousse                            | HC        | 1730       | 2014             | |
| Risoul                                | 1e        | 1855       | 2014             | |
| Col du Glandon                        | HC        | 1924       | 2025             | |
| La Plagne                             | HC        | 2080       | 2025             | Michael Boogerd beleefde er in 2002 zijn hoogtijdag in wat de koninginnenrit van dat jaar wordt genoemd. In 2025 won Thymen Arensman de negentiende rit en behaalde hij aldus zijn tweede overwinning in de Tour van dat jaar.                                                                                                |
| Col du Lautaret                       | 1e        | 2057       | 2014             | |
| Col du Télégraphe                     | 1e        | 1566       | 2022             | |
| Col de Manse                          | 2e        | 1286       | 2015             | |
| Col de la Croix Fry                   | 1e        | 1477       | 2023             | |
| Annecy-Semnoz                         | HC        | 1655       | 2013             | |
| Sestriere                             | 1e        | 2035       | 2011             | |
| Val Thorens                           | HC        | 2340       | 2019             | |
| Grand-St-Bernard                      | HC        | 2469       | 2009             | |
| Petit-St-Bernard                      | 1e        | 2188       | 2009             | |
| Col de l'Iseran                       | HC        | 2770       | 2019             | |
| Cormet de Roselend                    | 1e/2e     | 1968       | 2025             | |
| Col des Aravis                        | 1e/2e/3e  | 1487       | 2023             | Sinds 1911 al meer dan 40 keer beklommen. |
| Col de la Forclaz de Montmin          | 1e        | 1157       | 2023             | |
| Col de la Ramaz                       | 1e        | 1559       | 2023             | |
| Col de Cou                            | 1e        | 1113       | 2023             | |
| Col de Feu                            | 1e        | 1118       | 2023             | |
| Grand Colombier                       | 1e        | 1531       | 2023             | |
| Col du Granon                         | HC        | 2413       | 2022             | |
| Pas de Morgins                        | 1e        | 1377       | 2022             | |
| Col de la Croix                       | 1e        | 1778       | 2022             | |
| Montée des Tignes                     | 1e        | 2084       | 2021             | |
| Col du Pré                            | HC        | 1730       | 2025             | |
| Col des Saisies                       | 1e        | 1648       | 2023             | |
| Col de Romme                          | 1e        | 1292       | 2021             | |
| Côte de Mont-Saxonnex                 | 1e        | 957        | 2021             | |
| Col de la Liguière                    | 1e        | 982        | 2021             | |
| Montée du Plateau des Gilères         | HC        | 1389       | 2020             | |
| Montée de Saint Nizier du Moucherotte | 1e        | 1169       | 2020             | |
| Col de la Biche                       | 1e        | 1297       | 2020             | |
| Montèe de la Selle de Fromentel       | 1e        | 1173       | 2020             | |
| Col de Vars                           | 1e        | 2104       | 2019             | |
| La Rosière                            | 1e        | 1848       | 2018             | |
| Montée de Bisanne                     | HC        | 1687       | 2018             | |
| Col d'Ornon                           | 2e        | 1360       | 2017             | |
| Mont du Chat                          | HC/2e     | 1504       | 2017             | |
| Saint–Gervais Mont Blanc              | 1e        | 1372       | 2023             | |
| Col de la Colmiane                    | 1e        | 1500       | 2020             | |
| Col de Turini                         | 1e        | 1605       | 2020             | |
| Col d'Èze                             | 2e        | 483        | 2020             | |
| Orcières-Merlette                     | 1e        | 1821       | 2020             | |
| Col du Noyer                          | 1e        | 1662       | 2024             | |
| SuperDévoluy                          | 3e        | 1500       | 2024             | |
| Col du Festre                         | 3e        | 1440       | 2024             | |
| Isola 2000                            | 1e        | 2022       | 2024             | |
| Col de Braus                          | 2e        | 999        | 2024             | |
| Col de la Couillole                   | 1e        | 1676       | 2024             | |
| Les Arcs                              | 1e        | 1700       | 1996             | |
| Col de la Cayolle                     | HC        | 2326       | 1973             | |
| Col des Champs                        | HC        | 2095       | 1975             | |

### Pyreneeën
| Berg                   | Categorie | Hoogte (m) | Laatst beklommen | Info |
| ---------------------- | --------- | ---------- | ---------------- | --- |
| Col d'Aubisque         | HC        | 1709       | 2022             | De col waar Wim van Est in 1951 zeventig meter diep in een ravijn viel. |
| Luz-Ardiden            | HC        | 1720       | 2021             | |
| Plateau de Beille      | HC        | 2001       | 2015             | In 2011 kwam hier een etappe aan die gewonnen werd door Jelle Vanendert. |
| Port de Pailhères      | HC        | 2001       | 2013             | |
| Col de Soudet          | HC        | 1540       | 2023             | |
| Col du Tourmalet       | HC        | 2115       | 2023             | Bij de eerste inspectie vroor Alfons Steines in 1910 bijna dood. Niettemin stuurde hij een telegram aan Tour-directeur Henri Desgrange dat 'de Pyreneeën zeer geschikt zijn om renners te laten passeren'. Tot 2018 was de Tourmalet de hoogste Franse Pyreneeëntop die de Tour aan had gedaan. |
| Hautacam               | HC        | 1515       | 2022             | |
| Col d'Aspin            | 1e        | 1489       | 2023             | |
| Col de Marie-Blanque   | 1e/2e     | 1035       | 2023             | |
| Col de Portet-d'Aspet  | 2e        | 1069       | 2021             | Bekend vanwege de dodelijke valpartij van Fabio Casartelli in 1995 |
| Col de Peyresourde     | 1e        | 1569       | 2021             | |
| Col de Val-Louron-Azet | 1e        | 1580       | 2022             | |
| Pla d'Adet             | HC        | 1654       | 2014             | |
| Port de Balès          | HC        | 1755       | 2020             | |
| Col d'Agnes            | 1e        | 1570       | 2017             | |
| Hourquette d'Ancizan   | 1e        | 1538       | 2022             | |
| Ax-3 Domaines          | 1e        | 1360       | 2013             | |
| Col des Ares           | 2e/3e     | 815        | 2017             | |
| Col de Menté           | 1e        | 1349       | 2020             | |
| Ordino-Arcalis         | HC        | 2240       | 2016             | Tom Dumoulin won hier in 2016 de negende etappe. |
| Col du Soulor          | 1e        | 1474       | 2019             | |
| Col de Portet          | HC        | 2215       | 2021             | Voor het eerst beklommen in 2018. De hoogste Franse Pyreneeëntop die de Tour aan heeft gedaan. |
| Col de Spandelles      | 1e        | 1378       | 2022             | |
| Peyragudes             | 1e        | 1600       | 2022             | |
| Mur de Péguère         | 1e        | 1375       | 2022             | |
| Port de Lers           | 1e        | 1517       | 2022             | |
| Jaizkibel              | 2e        | 455        | 2023             | Voornamelijk bekend van de Clásica San Sebastián, maar in 1992 en 2023 ook opgenomen in de Tour de France. |
| Col de la Core         | 1e/2e     | 1395       | 2021             | |
| Col de Port            | 2e/3e     | 1255       | 2021             | |
| Col de Beixalis        | 1e        | 1797       | 2021             | |
| Port d'Envalira        | 1e        | 2406       | 2021             | |
| Col de Puymorens       | 2e        | 1914       | 2021             | |
| Montée de Mont-Louis   | 1e        | 1563       | 2021             | |
| Col de la Hourcère     | 1e        | 1443       | 2020             | |
| Prat d'Albis           | 1e        | 1198       | 2019             | |
| Col du Portillon       | 1e        | 1286       | 2018             | |

### Vogezen
| Berg                            | Categorie | Hoogte (m) | Laatst beklommen | Info |
| ------------------------------- | --------- | ---------- | ---------------- | --- |
| Ballon d'Alsace                 | 2e        | 1247       | 2023             | Voor het eerst in de Tour in 1905. Alleen René Pottier kwam er op de fiets overheen. Laatst opgenomen in de Tour in 2005, toen won Michael Rasmussen. Henri Desgrange liet de mythe ontstaan dat dit de eerste berg was in de Tour. In 1903 en 1905 was echter al de Col de la République beklommen. |
| Donon                           |           | 1009       | 2001             | |
| Grand Ballon                    | 1e/3e     | 1336       | 2019             | |
| Col de la Schlucht              | 2e        | 1140       | 2023             | |
| Planche des Belles Filles       | 1e        | 1035       | 2020             | In de Tour van 2012 kwam Chris Froome als eerste aan op de top van deze berg, voor Cadel Evans en Bradley Wiggins |
| Super Planche des Belles Filles | 1e        | 1140       | 2022             | De beklimming van Planche des Belles Filles maar dan tot helemaal boven aan de top. In 2019 voor het eerste beklommen, en gewonnen door Dylan Teuns. |
| Col de Grosse-Pierre            | 2e        | 901        | 2023             | |
| La Mauselaine                   | 3e        | 859        | 2014             | Zeer steil op een relatief korte beklimming |
| Col de la Croix-des-Moinats     | 2e        | 891        | 2023             | |
| Le Markstein                    | 1e        | 1183       | 2023             | |
| Col du Firstplan                | 2e        | 722        | 2014             | |
| Petit Ballon                    | 1e        | 1163       | 2023             | |
| Col du Platzerwasel             | 1e        | 1193       | 2023             | |
| Col des Croix                   | 3e        | 678        | 2022             | Vanuit Le Thillot |
| Col des Chevrères               | 1e        | 914        | 2019             | |

### Centraal Massief
| Berg                 | Categorie | Hoogte (m) | Laatst beklommen | Info |
| -------------------- | --------- | ---------- | ---------------- | --- |
| Puy de Dôme          | HC        | 1464       | 2023             | Jan Nolten miste in 1952 net de dagwinst omdat hij niet wist dat Fausto Coppi vlak achter hem reed. Joop Zoetemelk kwam er in 1976 en 1978 als eerste boven. |
| Col de la République | 2e/3e     | 1161       | 1997             | De eerste berg in de Ronde van Frankrijk. Beklommen in eerste editie 1903 tijdens de 2e etappe van Lyon naar Marseille. Ook in 1904 opgenomen. In dat jaar worden de renners hier aangevallen door supporters van de regionale renner Antoine Faure. Daarna pas weer in 1950 in het parcours. |
| Pas de Peyrol        | 2e        | 1589       | 2020             | |
| Super Besse          | 2e/3e     | 1289       | 2011             | |
| Col de Ceyssat       | 1e        | 1074       | 2020             | |
| Col de la Lusette    | 1e        | 1351       | 2020             | |
| Pic de Nore          | 1e        | 1201       | 2018             | |